# Lenguas de África

Mapa que muestra la distribución de las principales familias de lenguas africanas (no incluye las de origen europeo). Los grupos lingüísticos autóctonos de África son el afroasiático, el nilo-sahariano, el nigero-congoleño y el khoisán.

En África se hablan aproximadamente 2000 lenguas, aunque es difícil determinar el número al no haber una distinción clara entre lo que se puede considerar lengua o dialecto. Algunas lenguas africanas, como el suajili, el hausa, el yoruba, en el África subsahariana y el árabe en el norte de continente, cuentan con decenas de millones de hablantes. Otras lenguas como el laal, el shabo, y el dahalo no llegan a los dos millares. La diversidad lingüística de muchos países africanos ha hecho de la política lingüística un asunto extremadamente importante en la era neo-colonial. Los países africanos han ido tomando conciencia poco a poco del valor de esta herencia cultural, por lo que la política del lenguaje que desarrollan hoy en día apunta hacia un multilingüismo (en realidad, ya existe de hecho, porque es en África donde se encuentra el mayor porcentaje de personas bilingües, trilingües y políglotas). Para una lista exhaustiva, ver la lista de lenguas de África.  El francés, el inglés y el portugués son idiomas importantes en África debido al colonialismo. Aproximadamente 320 millones de africanos hablan francés, 240 millones hablan inglés, y 47 millones hablan portugués, ya sea como lengua materna o secundaria, son las lenguas que tienen en total el mayor número de hablantes en África.

## Lenguas en África
| Afrikáans | Portugués     |
| Árabe     | Español       |
| Inglés    | Suajili       |
| Francés   | otros idiomas |

Idiomas oficiales en África

En África existe una gran diversidad lingüística. Se estima en más de 1700 las lenguas africanas autóctonas conocidas. Junto con éstas, también se usan algunas lenguas alóctonas como las lenguas europeas llevadas por los colonizadores europeos y los inmigrantes del subcontinente indio, y lenguas de origen austronesio en Madagascar. A lo largo de la historia multilingüística del continente africano, las lenguas han estado en contacto con otras y han sido muy numerosos los casos de interinfluencia importante.
La expansión bantú en el África Subsahariana oriental, así como la arabización del norte, como consecuencia de la expansión islámica a partir siglo VII, alteraron drásticamente la distribución de lenguas en el continente. Muchas innovaciones culturales y lingüísticas se expandieron a lo largo de las rutas comerciales, como linguas francas, la fulfulde (oeste de África), la hausa en Nigeria y Níger, el lingala, el kikongo, el suajili en el este de África y el árabe en el norte.
Después de obtener la independencia, muchos países africanos para favorecer la unidad nacional, eligieron una única lengua para ser usada por el gobierno y en la educación, frecuentemente la lengua alóctona llevada al país por los colonizadores. Pero, en años recientes (a principios del siglo XXI), la mayoría de los países africanos han comenzado a preocuparse por la conservación de las lenguas locales. Las políticas lingüísticas que se están desarrollando en la actualidad están orientadas hacia el multilingüismo.

## Características lingüísticas
Lo único que muchas lenguas africanas tienen en común es el hecho de que son habladas en África, que en sí misma no representa ningún área lingüística natural. Las lenguas africanas son tipológicamente muy variadas, con casi la misma diversidad de tipos que el conjunto de lenguas del mundo; sin embargo, algunos rasgos son algo más frecuentes en África que en el resto del mundo y ciertas características aunque presentes también en África se dan con menos frecuencia que fuera del continente. Por eso en los siguientes apartados se hará hincapié en esos rasgos que aunque no exclusivos de África aparecen con una frecuencia mayor o menor que en el resto de lenguas del mundo.

### Fonología
El creciente estudio de las lenguas de África durante el siglo XX y la gran cantidad de datos nuevos disponibles ha tenido un impacto considerable en la teoría fonológica. Algunos desarrollos en fonología suprasegmental por ejemplo son una respuesta a los problemas surgidos por los hechos fonológicos de las lenguas de África, ya que los modelos clásicos anteriores no daban explicaciones satisfactorias. Durante las últimas dos décadas del siglo XX, el estudio de la teoría de rasgos fonológicos, la sinarmonía vocálica o la fonología tonal han dado lugar a modificaciones de la teoría fonológica estándar en gran parte ante la necesidad de explicar los hechos encontrados en las lenguas africanas.
En cuanto al inventario fonémico las lenguas de África parecen regirse por las mismas restricciones de economía y marcaje que el resto de lenguas del mundo. Aunque ciertos fonemas aparecen con más frecuencia en África que en otros lugares, probablemente el único rasgo exclusivo de África es la presencia de lenguas con chasquidos consonánticos, aunque dentro de África tampoco es una característica muy frecuente que se limita a las lenguas khoisan, a algunas lenguas bantúes meridionales y a algunas lenguas cushíticas. Un inventario prototípico de las lenguas de África (tomando los fonemas de mayor frecuencia en estas lenguas) sería similar al siguiente:
|                         |           | Labial | Coronal | Palatal | Gutural |
| ----------------------- | --------- | ------ | ------- | ------- | ------- |
| obstruyente no-continua | sorda     | p      | t       | c       | k       |
| obstruyente no-continua | sonora    | b      | d       | ɟ       | g       |
| fricativa               | sorda     | f      | s       | ʃ       | h       |
| fricativa               | sonora    |        | z       |         |         |
| nasal                   | nasal     | m      | n       | ɲ       | ŋ       |
| Sonorante               | Sonorante | w      | r, l    | j       |         |

|              | anterior | central | posterior |
| ------------ | -------- | ------- | --------- |
| cerradas     | i        |         | u         |
| semicerradas | e        |         | o         |
| semiabiertas | ɛ        |         | ɔ         |
| abiertas     |          | a       |           |
No muchas lenguas tienen exactamente este último sistema, por lo que es sólo el mínimo común de manera aproximada. Los signos usados en la tabla, más que alófonos, representan clases de sonidos así por ejemplo /c/ en la tabla anterior se refiere a cualquiera de los sonidos [ʧ, ʨ, č] o /r/ se refiere no necesariamente a la vibrante múltiple, sino a algún tipo de sonido rótico. Ninguno de los fonemas de la tabla anterior es "exótico", en el sentido de que aparecen ampliamente testimoniados en el resto de lenguas del mundo.
Al igual que en el resto de lenguas del mundo, las aproximantes por defecto suelen ser sonoras, mientras que las fricativas con mayor probabilidad son sordas (aunque la fricativas sonoras /v/ y /ʒ/ también aparecen en un cierto número de lenguas, aunque no aparecen en la tabla porque son tan frecuentes como otras fricativas). Algunos fonemas de la tabla, aunque aparecen frecuentemente en otras partes del mundo, son algo más frecuentes en África que en otras regiones, por ejemplo los sonidos /ɟ, f, z, ɲ, ŋ/, aún sin ser en absoluto exóticos, no aparecerían en una tabla de fonemas más frecuentes de otros continentes. Mientras que /ʔ/ es más frecuentes en otras regiones y menos en África. Comparando la frecuencia relativa de algunos fonemas fuera y dentro de África se puede construir la siguiente tabla:
| Fonemas más comunes en África que otros lugares | Fonemas menos comunes en África que otros lugares                                                                         |
| --- | --- |
| - Implosivas - Consonantes labiovelares /kp͡, gb͡, ŋm͡/ - Grupos consonánticos iniciales (nasal + oclusiva) - Presencia de clics (excl. de África) - Vocales casicerradas /ɪ, ʊ/ | - Consonantes uvulares - Consonantes retroflejas - Diptongos - Vocales anteriores redondeadas - Vocal cerrada central /ɨ/ |
Hay lenguas tonales en todo el mundo, pero principalmente en África, Asia y Oceanía. En África hay numerosas lenguas tonales. Tanto en las Nilo-saharianas, como en las Níger-congoleñas y las lenguas khoisán abundan las lenguas tonales. La gran mayoría de las lenguas Níger-congoleñas también son tonales. Además, hay lenguas tonales la cuarta gran familia africana, las lenguas afroasiáticas, aunque la presencia de tono es menos frecuente que en los otros grupos, así los grupos omótico, cushítico y chádico son en general tonales. El tipo más común de sistemas tonales opone dos niveles tonales: (A) alto y (B) bajo (tonos de nivel) que pueden a menudo ser analizados como dos o más tonos en sucesión en una sílaba sencilla. Las melodías tonales tienen, en muchos casos, un papel importante en la comunicación.

### Gramática
La diversidad estructural de las lenguas africanas no es tan grande como la diversidad encontrada a nivel mundial. Sin embargo, la diversidad encontrada dentro de África es suficientemente grande como excluir la posibilidad de clasificar sus lenguas en un pequeño grupo de tipologías. Por ejemplo de las tres principales tipologías para el orden de sujeto, verbo y objeto en África se encuentran todas SVO, VSO y SOV (aunque en África predominan numéricamente las lenguas SVO y VSO, mientras que en el resto del mundo son mayoritarias las lenguas SOV).
Respecto a como se señalan el sujeto y el objeto de una oración, en África están presentes todas las estrategias comunes en el resto del mundo (orden sintáctico, caso gramatical, indexación). Sin embargo, en África es estadísticamente más frecuente que en el resto del mundo que sujeto y objeto no lleven marca alguna de caso (afijo, adposición o tono). Esta falta de marca es todavía más probable entre las lenguas Níger-Congo. Por otra parte, en chádico central, es común que el objeto vaya acompañado de una preposición que lo marca como tal. También es común que aparezca sujetos y objetos marcados mediante afijos en África nororiental, en las ramas cushita y semítica de las lenguas afroasiáticas y también en algunas ramas de las lenguas nilo-saharianas. Cuando existe marcaje de caso frecuentemente es de tipo nominativo-acusativo, y aunque se han señalado la presencia de cierto grado de ergatividad en algunas lenguas, no se ha encontrado ningún caso consistente de marcaje predominantemente ergativo. Esto es consistente con el predominio de SVO, ya que el marcaje de caso ergativo suele dar sólo en lenguas SOV o VSO. Sin embargo, el marcaje de caso consistente en dejar el objeto sin marca y el sujeto marcado, que es infrecuente en el resto del mundo, no es raro en África, este tipo de marcajes se dan en somalí, oromo y maasái. El kanuri ejemplifica otro tipo de marcaje raro a nivel mundial, en el que tanto en sujeto como el objeto exhiben marcas diferentes, tanto en oraciones transitivas como intransitivas. Otra característica poco frecuente en el resto del muno es que la marca de caso no sea un afijo o adposición, sino un tono diferente, esto se da en somalí y en lenguas bantúes occidentales.
La mayor parte de lengua africanas tienen marcas verbales para el sujeto y algunas también para el objeto (frecuentemente estas marcas son clíticos obligatorios). La presencia de marcas de objeto que sean puramente marcas de concordancia es rara en África, frecuentemente estas marcas están en distribución complementaria con la presencia de otro tipo de pronombres. Por ejemplo en setswana (Bantú, Níger-Congo) se tienen las dos oraciones siguientes:
kì-χɔ̀-bíd-ítsè 'te llamé'
1.SUJ-2.OBJ-llamar-PSDO
kì-bíd-ítsè wɛ̀ná 'te llamé a ti'
1.SUJ-llamar-PSDO PRON.2P
Donde en la segunda oración hay un énfasis pragmático en la marca de segunda persona.
El verbo como en el resto del mundo es el ámbito de inflexión más compleja. Incluso lenguas africanas prácticamente desprovista de flexión nominal, tiene una importante flexión verbal. Esta última situación es la que se da por ejemplo en las lenguas kwa. Las lenguas desprovistas de inflexión verbal son escasas, un ejemplo es el zarma, una lengua sin indexación de objeto o verbo y en la que el tiempo, aspecto y modo gramaticales se expresan mediante clíticos que pueden aparecer separados del verbo por un sintagma nominal:
Fàːti sí fòjŏː hìnà
Faati IMPERF.NEG sopa-DEF cocinar
Faati no cocinará la sopa

### Léxico
También es frecuente que se use la misma palabra para designar animal y comida. La palabra nama o nyama con los significados de animal y comida existe en varias lenguas africanas. Entre las estructuras sintácticas más comunes está el uso de verbos-adjetivos y la expresión de la comparación por medio de un verbo.

## Clasificación de las lenguas de África

Lenguas de África en la actualidad, para cada zona se ha pintado el mapa con la familia de lenguas predominante.

El análisis filogenético de las lenguas africanas, de origen no europeo, ha llevado a conjeturar que pueden adscribirse a al menos cuatro familias autóctonas: afroasiática, nilo-sahariana, nigero-congoleña y khoisan. Además hay también varias otras lenguas sin clasificar (frecuentemente consideradas aisladas), lenguas alóctonas de origen europeo y lenguas alóctonas austronesias en Madagascar.
La clasificación en cuatro unidades fue propuesta inicialmente por Joseph Greenberg, aunque en gran parte había sido anticipada por Diedrich Westermann. Después de Greenberg se han hecho ciertos ajustes, y algunas de sus agrupaciones intermedias han sido reelaboradas, aunque en esencia se sigue aceptando ampliamente que existen cuatro grandes grupos lingüísticos.

### Afroasiáticas
Formalmente conocidas como lenguas hamito-semíticas, las lenguas afroasiáticas son habladas en muchos países (África del norte, este de África, y suroeste de Asia). La familia de lenguas afroasiáticas comprende aproximadamente 240 lenguas habladas por 400 millones de personas. Las principales familias afroasiáticas son las familias semítica, cushítica, bereber, y chádica. La lengua semítica es la única rama afroasiática de origen no africano. La egipcia, semítica y bereber son ramas predominantemente habladas (aunque no exclusivamente) por personas de origen caucasoide. Las ramas cushítica, omótica y chádica cuentan con un gran número de hablantes e incluyen entre otros el oromo, las lenguas cushitas, como el somalí, y el hausa (chádico). De todas las familias de lenguas vivas del mundo, la afroasiática es la que tiene la más larga historia escrita, tanto por lo que se refiere al egipcio antiguo como al acadio.

### Nilo-saharianas
Las lenguas nilo-saharianas son un grupo de lenguas principalmente habladas en Sudán, Etiopía, Uganda, Kenia, y el norte de Tanzania. La familia consta de más de 100 lenguas habladas por 30 millones de personas. Las lenguas nilo-saharianas demográficamente más importantes son:
Kanuri-Kanembu (4,13 millones, Nigeria)
Luo de Kenia (3,41 millones, Kenia)
Songhay (3,23 millones)
Acoli (3,04 millones)
Jieng (1,35 millones)
Teso (1,22 millones)
Lugbara (1,08 millones)
Kalenjin (0,99 millones)
Maa (0,88 millones, Kenia, Tanzania)
Naadh (0,84 millones)
Baledha (0,76 millones)
Mangbetu (0,65 millones)
Ngambai (0,60 millones)
Nobiin (0,55 millones)
Fur (0,52 millones)
Muchas lenguas nilo-saharianas son tonales. La familia nilo-sahariana es extremadamente diversa y bastante controvertida. Las lenguas kadu fueron a menudo agrupadas con las kordofanianas, pero hoy en día se considera que forman parte de la familia nilo-sahariana. Las lenguas nilóticas se han expandido en los últimos siglos con los pueblos de ascendencia nilótica. Son una familia de lenguas de gran expansión geográfica y que cuentan con un gran número de hablantes.

### Nigero-congoleñas
La familia de lenguas congo-nigerianas o nigero-congoleñas es el grupo de África que incluye más lenguas diferentes, en total más de 1350 lenguas. Uno de los rasgos notables que tienen en común las lenguas congo-nigerianas, es el amplio sistema de clases nominales, que puede considerarse una forma de género gramatical. La mayoría de estas lenguas son tonales.
La subfamilia bantú comprende muchas lenguas de la familia congo-nigeriana. El parentesco entre las lenguas kordofanas de la zona central del sur del Sudán y las lenguas congo-nigerianas, fue propuesta en 1950 por Joseph Greenberg. Hoy es común para los lingüistas usar el término "congo-nigerianas" para referirse a la familia completa, incluyendo como subfamilia a la kordofana. Una razón para esto es que no parece claro que el kordofano haya sido la primera rama que se separó del resto de las congo-nigerianas. Las lenguas mandé han sido consideradas también como muy divergentes dentro de las congo-nigerianas. Las principales lenguas nigero-congoleñas son:
Yoruba (28 mill)
Igbo (25 mill)
Lingala (12 mill)
Zulú (12 mill)
Suajili (10 mill)
Kiñaruanda (9,8 mill)
Luba (9 mill)
Shona (8,3 mill)
Xhosa (8,2 mill)
Makua (6,6 mill)
Kikongo (6,5 mill)
La existencia del grupo congo-nigeriano es generalmente aceptada por los lingüistas, aunque algunos cuestionan la inclusión del kordofano y del mandé.

### Khoisanas
Las lenguas khoisán, unas 50, habladas por unas 120 000 personas, se encuentran principalmente en Namibia, Botsuana y Angola. También se consideran khoisán las lenguas sandawe y hadza de Tanzania. Muchos lingüistas consideran que la existencia de la familia khoisán es una hipótesis que no ha sido probada, ya que estas lenguas difieren muy marcadamente tanto en gramática como en léxico y por lo tanto deben ser consideradas como un conjunto de familias independientes.
Una característica peculiar - y única- de las lenguas khoisán es su uso de chasquidos consonánticos. Algunas lenguas vecinas como el bentu (principalmente la variante xhosa y también el grupo zulú) han tomado algunos fonemas de las lenguas khoisán. También en dahalo una lengua lengua cushítica existen chasquidos consonánticos, el origen de dichos chasquidos podría ser alguna lengua sustrato posiblemente relacionado con alguna lengua khoisán. Todas las lenguas khoisán son tonales.

### Familias alóctonas de África
Muchas lenguas habladas en África pertenecen a familias no-africanas cuyo origen trazable está fuera del continente, como, por ejemplo, el malgache, la lengua principal de Madagascar, que es una lengua austronesia, y el guyaratí, que procede de la India. 
Desde la era de la colonización, lenguas europeas como el francés, el inglés, y en menor medida el portugués, tuvieron una gran difusión en el continente africano. Dentro de este grupo está también el español, el italiano, el alemán y el afrikáans, que es un dialecto del neerlandés.

### Lenguas criollas
Principalmente debido a su multilingüismo y a su pasado colonial, un importante porcentaje de las lenguas criollas del mundo se encuentra en África. Algunas basadas en lenguas europeas, el inglés dialectal en Sierra Leona, el camfranglais en Camerún, el kriol del portugués en Guinea-Bisáu y Cabo Verde, el criollo del francés en las islas Seychelles, o el criollo mauriciano en Mauricio. También hay algunas de origen árabe, como el árabe juba en el sur de Sudán, o el nubi en algunas partes de Uganda y Kenia. Y, finalmente, hay otras basadas autóctonas, como el sango, que es lengua principal de la República Centroafricana.

### Lenguas de clasificación dudosa

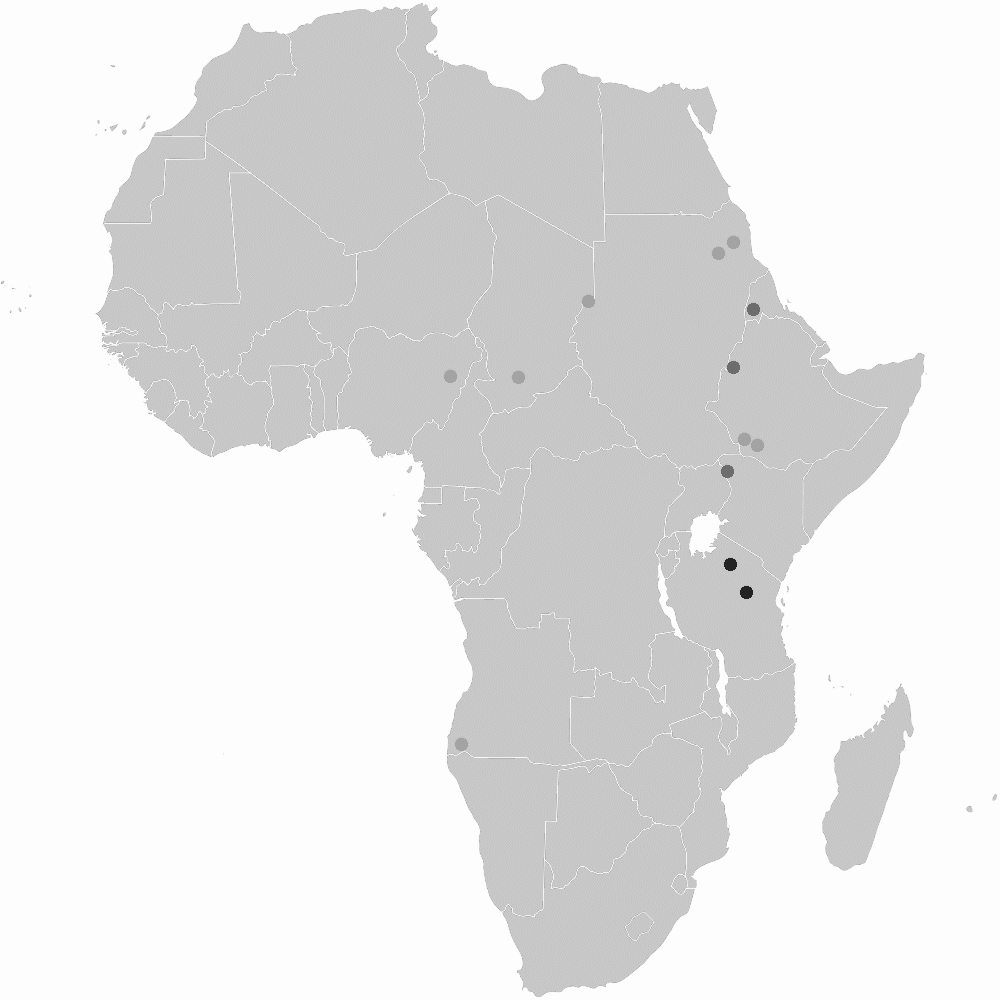
Lenguas aisladas (negro), casi-asiladas (gris oscuro) y de clasificación dudosa (gris claro) de África.

Se desconoce el número exacto de lenguas sin clasificar en África. Muchas lenguas han sido adscritas a una de las grandes familias del continente pero existen dudas sobre si no sería más adecuado considerarlas como lenguas aisladas o cuasi-asiladas:
- Lenguas posiblemente khoisanas o tal vez aisladas:

1. Hadza, hablada en Tanzania, para esta lengua no existe una evidencia de parentesco léxica firme, y su inclusión dentro del khoisán se debe a que son lenguas de origen prebantú que poseen clics.
2. Sandawe, hablada en Tanzania, el caso de esta lengua es esencialmente el mismo que el anterior, aunque se han aportado algunas evidencias adicionales.
3. Kwadi, hablada en Angola actualmente extinta, a menudo considerada como una lengua khoisan)

- Lenguas posiblemente nigero-congoleñas o tal vez aisladas:

1. Jalaa, hablada en el este de Nigeria, en peligro de desaparición. Posible pertenencia al grupo Níger-Congo.)
2. Laal, hablada en el centro de Chad, a menudo considerada como una lengua nigerocongoleña.

- Lenguas posiblemente nilo-saharianas o tal vez aisladas:

1. Mekejir o Shabo (a menudo considerada como una lengua nilo-sahariana)
2. Meroítico, lengua muerta hablada en la antigua Meroe (actualmente Sudán), en el reino de Nubia; existen intentos de relacionarla con las lenguas nilo-saharianas)
3. Ongota o Birale, hablada en Etiopía, prácticamente desaparecida —en el año 2000, solamente se registraron 8 hablantes—. A menudo considerada como una lengua afroasiática).
4. Berta (o wetamit), hablado en Etiopía.
5. Zaghawa (o beriaa), hablado en Chad y Sudán.
6. Kuliak, hablado en Etiopía, podría constituir una familia de lenguas cuasi-aisladas.
7. Kunama, hablado en Uganda, podría constituir una familia de lenguas cuasi-aisladas.
8. Gumuz, hablado en Etiopía, podría constituir una familia de lenguas cuasi-aisladas.

- Lenguas posiblemente afroasiáticas o tal vez aisladas:

1. Beya, hablada en Sudán, Egipto y Eritrea, considerada por algunos una rama independiente del afroasiático, por otros una parte del cushítico, existen muchas dudas sobre su clasificación.
2. Ongota (o Birale), hablada en Etiopía, a menudo considerada como una lengua nilo-sahariana.

Entre las que han sido menos estudiadas están la bete, la bung, la kujarge, la lufu, la mpre, la oropom, y la weyto. Muchas de estas se extinguieron, por lo que no se dispone de datos comparativos adecuados.

## Lenguas por número de hablantes
Las dos lenguas africanas autóctonas con mayor número de hablantes son el suajili (bantú < Níger-Congo) y el hausa (chádico < afroasiático). El árabe (con sus diferentes variantes locales) y el francés, son las lenguas que tienen en total el mayor número de hablantes en África. Las lenguas de África por número de hablantes son:
| Lengua                   | Familia de lenguas | Hablantes nativos (millones) | Hablantes 2.ª lengua (millones) | Total de hablantes (millones) | Países |
| ------------------------ | ------------------ | ---------------------------- | ------------------------------- | ----------------------------- | --- |
| kikongo                  | lengua bantú       | 22                           |                                 | 22                            | República Democrática del Congo Angola República del Congo |
| Francés                  | Indoeuropea        | 10                           | 150                             | 160                           | Benín Burkina Faso Burundi Comoras Camerún Chad Costa de Marfil Gabón Guinea Madagascar Mali Mauricio Mayotte (Región Ultraperiférica de la Unión Europea) Níger República del Congo República Democrática del Congo República Centroafricana Reunión (Región Ultraperiférica de la Unión Europea) Ruanda Senegal Seychelles Togo Yibuti |
| Árabe                    | Afroasiática       | 210                          | -                               | 210                           | Marruecos Mauritania Argelia Mali Túnez Libia Egipto Sudán Chad Somalia República Árabe Saharaui Democrática |
| Suajili                  | Níger-Congo        | 10                           | 80                              | 90                            | Tanzania Kenia Uganda RDC |
| Oromo                    | Afroasiática       | 25                           | 45                              | 70                            | Etiopía Kenia Somalia |
| Inglés                   | Indoeuropea        | 10                           | 50                              | 60                            | Camerún Kenia Liberia Malaui Nigeria Santa Elena (territorio británico de ultramar) Sierra Leona Sudáfrica Uganda |
| Hausa                    | Afroasiática       | 25                           | 15                              | 40                            | Nigeria Níger |
| Bereber (Varias lenguas) | Afroasiática       | 18                           | 15                              | 33                            | Marruecos · Argelia · Libia · Túnez · Mauritania · Egipto · Mali (Azawad) |
| Yoruba                   | Níger-Congo        | 21                           | 5                               | 26                            | Nigeria Benín Togo |
| Zulú                     | Níger-Congo        | 9                            | 16                              | 25                            | Sudáfrica |
| Igbo                     | Níger-Congo        | 18                           | 3                               | 21                            | Nigeria |
| Malgache                 | Austronesias       | 20                           | 1                               | 21                            | Madagascar |
| Amhárico                 | Afroasiática       | 18                           | 3                               | 21                            | Etiopía |
| Afrikáans                | Indoeuropea        | 6                            | 16                              | 22                            | Sudáfrica Namibia |
| Somalí                   | Afroasiática       | 18                           | 3                               | 21                            | Somalia Etiopía |
| Kinyarwanda              | Níger-Congo        | 14                           | 4                               | 18                            | Ruanda Burundi |
| Portugués                | Indoeuropea        | 18                           | 29                              | 47                            | Angola Cabo Verde Guinea-Bisáu Madeira (Región Ultraperiférica de la Unión Europea) Mozambique Santo Tomé y Príncipe |
| Fula                     | Níger-Congo        | 30                           | 2                               | 32                            | Senegal Gambia Guinea Sudán Camerún |
| Luo                      | Nilo-sahariana     | 12                           | 4                               | 16                            | Etiopía Sudán del Sur |
| Mandinka                 | Níger-Congo        | 5                            | 9                               | 14                            | Senegal Gambia Guinea-Bisáu |
| Bambara                  | Níger-Congo        | 4                            | 10                              | 14                            | Mali Burkina Faso Costa de Marfil |
| Español                  | Indoeuropea        | 6                            | 6                               | 12                            | Canarias (Región Ultraperiférica de la Unión Europea) Ceuta (Región Ultraperiférica de la Unión Europea) Guinea Ecuatorial Melilla (Región Ultraperiférica de la Unión Europea) República Árabe Saharaui Democrática |
| Shona                    | Níger-Congo        | 7                            | 4                               | 11                            | Zambia Zimbabue Mozambique |